# آرثر براون (لاعب كرة قدم أمريكية)
آرثر براون (بالإنجليزية: Arthur Brown) هو لاعب كرة قدم أمريكية أمريكي، ولد في 17 يونيو 1990 في ويتشيتا في الولايات المتحدة.